# Stadio del Centro olimpico di Tientsin
Lo stadio del Centro olimpico di Tientsin (in cinese: 天津奥林匹克体育中心体育场) è uno stadio di calcio di Tientsin, Cina. Ospita le partite interne del Tianjin Taida, trasferitosi qui dopo aver lasciato il TEDA Football Stadium. La sua costruzione iniziò nel mese di agosto del 2003 e fu completata nel mese di agosto 2007.
Lo stadio ha ospitato le partite del Mondiale di calcio femminile del 2007 e le gare di calcio della fase a gironi dell'Olimpiade estiva del 2008. Esso copre un'area di 78 000 metri quadrati e ha una capienza di 60 000 posti.
Con una lunghezza di 380 m, una larghezza di 270 m e un'altezza di 53 m è soprannominato la "goccia d'acqua", perché l'esterno del locale è stato progettato per assomigliare una goccia d'acqua. Per costruire l'impianto sono stati spesi quasi 1 500 000 000 di Yuan.